# Bouyablane
Bouyablane è un centro abitato e comune rurale del Marocco situato nella provincia di Taza, regione di Fès-Meknès. Conta una popolazione di 2 410 abitanti (censimento 2014).